# Курдуші
Курдуші — демони, які допомагають чаклунам, чародіям та двоєдушникам в їх діяннях. Після благополучного закінчення обрядів посвячення в чаклуни, до людини, яка продала душу Сатані, на все життя приставляються для послуг дрібні жваві чортенята — курдуші, невидимі ні для кого більше.
На курдушах відьми і чаклуни з надприродною швидкістю літають на свої шабаші на Лису гору.
Вони відносять у потрібне місце речі, зняті із заразного хворого, щоб іншого наміченого зіпсувати віднесенням. На приреченого кидають за вітром заклятий порошок. Волосся з голови жертви принесять чаклунові, виконують усі його примхи. Курдуші безперервно вимагають від відьом і чаклунів нових і нових справ, виконуючи всяку роботу з неймовірною швидкістю. Можуть карати своїх хазяїв за відсутність роботи.